# Initiative sociale-démocrate
L'Initiative sociale-démocrate (en albanais : NISMA Social Demokrate), également connue sous le nom de NISMA, est un parti politique kosovar fondé par Fatmir Limaj et Jakup Krasniqi, anciens membres du Parti démocratique du Kosovo (PDK).

## Histoire
Le 29 janvier 2018, la convention du parti décide de changer le nom Initiative pour le Kosovo (Nisma për Kosovën) en Initiative social-démocrate (Nisma Socialdemokrate).

## Élections de l'Assemblée du Kosovo
| Année | Voix    | %     | Sièges  | Rang | Position                            |
| ----- | ------- | ----- | ------- | ---- | ----------------------------------- |
| 2014  | 37 680  | 5,15  | 6 / 120 | 5e   | Gouvernement                        |
| 2017  | 245 627 | 33,74 | 6 / 120 | 4e   | Haradinaj II                        |
| 2019  | 42 083  | 5,00  | 4 / 120 | 6e   | Opposition (2020), Hoti (2020-2021) |
| 2021  | 21 998  | 2,51  | 0 / 120 | 6e   | Extra-parlementaire                 |